# Conioscinella bicingulata
Conioscinella bicingulata är en tvåvingeart som först beskrevs av Gabriel Strobl 1893.  Conioscinella bicingulata ingår i släktet Conioscinella och familjen fritflugor. Inga underarter finns listade i Catalogue of Life.